# Siège de Barcelone (1697)
Pour les articles homonymes, voir Siège de Barcelone.
Guerre de la Ligue d'Augsbourg
Batailles
- Philippsbourg (1688)
- Sac du Palatinat (1689)
- Baie de Bantry (1689)
- Mayence (1689)
- Walcourt (1689)
- Fleurus (1690)
- Cap Béveziers (1690)
- La Boyne (1690)
- Limerick (1690)
- Staffarda (1690)
- Québec (1690)
- Coni (1691)
- Mons (1691)
- Leuze (1691)
- Aughrim (1691)
- La Hougue (1692)
- Namur (1692)
- Steinkerque (1692)
- Lagos (1693)
- Neerwinden (1693)
- La Marsaille (1693)
- Charleroi (1693)
- Saint-Malo (1693)
- Rivière Ter (1694)
- Camaret (1694)
- Texel (1694)
- Dieppe (1694)
- Bruxelles (1695)
- Namur (1695)
- Dogger Bank (1696)
- Carthagène (1697)
- Barcelone (1697)
- Baie d'Hudson (1697)

Épisode de la guerre de la Ligue d'Augsbourg, le siège de Barcelone de 1697 se termine par une victoire française sur les Espagnols.

## Déroulement
Tandis que Victor Marie d'Estrées assiège la ville par la mer, Louis Joseph de Vendôme ouvre la tranchée le 15 juin 1697. Les sorties répétées des assiégés, jusqu'à quatre dans une nuit, n'empêchent pas la poursuites des travaux. 
La place est bien fournie et conserve une communication avec les troupes de François de Velasco, vice-roi de Catalogne. Les Espagnols préparent une sortie de la garnison et une attaque simultanée des troupes du vice-roi, au petit matin du 15 juillet  Prévenu par un espion, le duc de Vendôme décide d'attaquer le premier le camp du vice-roi. 
L'attaque, lancée à 2 heures du matin, réussit parfaitement. Le vice-roi s'enfuit, en chemise, sans pouvoir emporter ni papiers ni cassettes. Mais, tandis que les soldats français pillent le camp, mettant le feu à tout ce qu'ils ne peuvent emporter, la cavalerie espagnole tente vainement de résister. Elle doit abandonner le terrain en laissant 800 morts ou prisonniers.
Dans la nuit du 15 au 16 juillet, la contrescarpe est emportée. Le 5 août, alors que les Français s'apprêtent à donner l'assaut final, Vendôme fait des propositions de capitulation que les Espagnols acceptent le 8 août. Le fort de Montjouic, commandé par Georges de Darmstadt, se rend également, sans être attaqué.

## Conséquences
Les Espagnols quittent la ville avec les honneurs. On leur accorde trente pièces de canon, quatre mortiers et autant de charriots qu'ils le désirent. Une suspension d'armes est observée jusqu'au 1er septembre
La Corzana est nommé vice-roi de Catalogne en remplacement de François de Velasco, rappelé à Madrid. Le duc de Vendôme est lui aussi nommé vice-roi de Catalogne, pour le compte du roi de France, et reçoit 50 000 écus.
Le siège proprement dit aura duré 52 jours, pendant lesquels, selon Saint Simon, « Il périt beaucoup de monde de part et d'autre à ce siège, mais personne de marque. »
Le traité de Ryswick est signé le 20 septembre avec l'Espagne, puis le 30 septembre avec le Saint-Empire, mettant fin à la guerre de la Ligue d'Augsbourg.

## Plan du siège

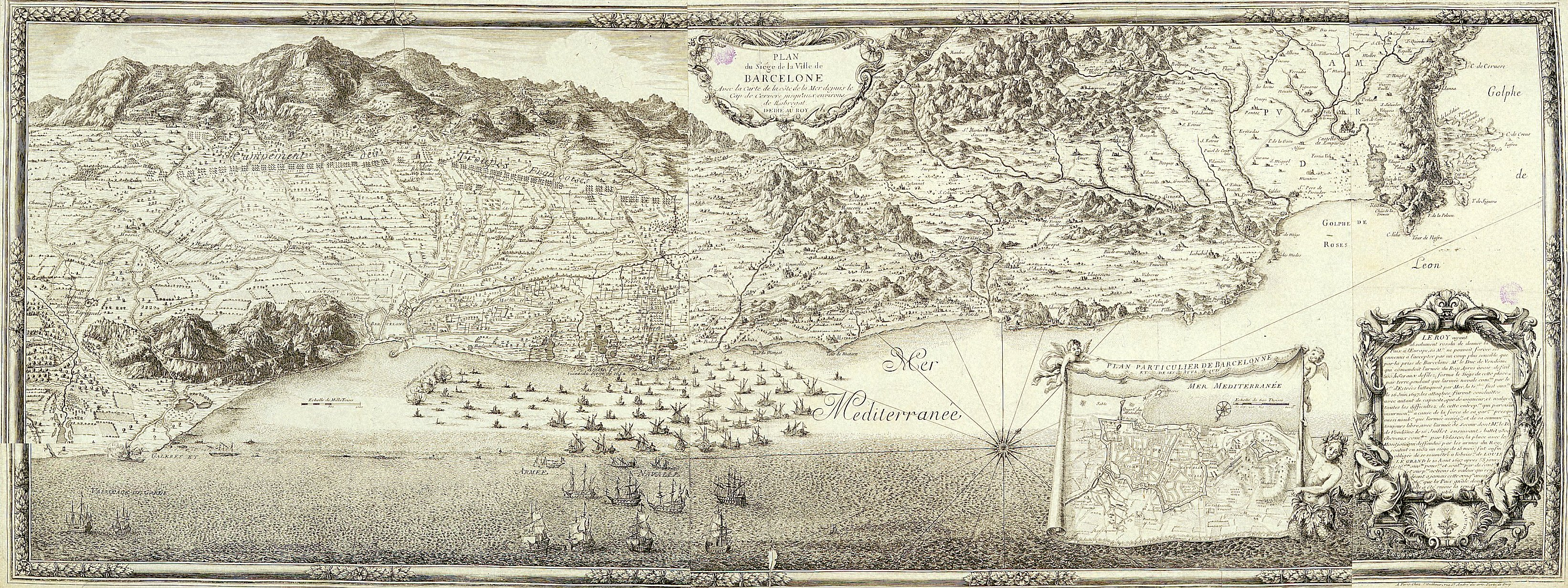
« Plan du Siège de la ville de Barcelonne : Avec la Carte de la côte de la Mer depuis le Cap de Cervera jusqu'aux environs de Llobregat ». 1698

### Sources et bibliographie
- Mémoires complets et authentiques du duc de Saint-Simon sur le siècle de Louis XIV et la régence - de Louis de Rouvroy Saint-Simon - 1829
- Œuvres complettes - de Louis de Rouvroy de Saint-Simon - 1791
- Histoire universelle, sacrée et profane - 1771
- Nouveau dictionnaire historique des sièges et batailles - 1808
- Essai de l'histoire du regne de Louis le Grand jusques à la paix générale 1697 - de Louis Legendre - 1698
- Histoire de Madame de Maintenon et des principaux événements du règne de Louis XIV- de Paul de Noailles - 1858